# Anders Stenmo
Anders Stenmo (* 14. Februar 1956 in Hässleholm; † 31. Juli 2023) war ein schwedisch-österreichischer Musiker und Drehbuchautor. Er war Gründungsmitglied und Schlagzeuger bei der Ersten Allgemeinen Verunsicherung. 

## Leben
Stenmo wuchs mit seiner alleinerziehenden Mutter und seinen zwei älteren Schwestern in Malmö in Schweden auf. Nach der Volksschule zog er mit seiner Familie nach Wien. Mit sechzehn Jahren bekam er sein erstes Schlagzeug geschenkt. 1976 kam er zur Band Antipasta. 1977 gründete er gemeinsam mit Nino Holm, Thomas Spitzer und Eik Breit die Erste Allgemeine Verunsicherung. Bei Live-Konzerten hatte er immer wieder schauspielerische Auftritte, zum Beispiel als Sandlerkönig Eberhard oder als Würger. 1998 erlitt er einen Hörsturz und konnte bei der Himmel-und-Hölle-Tour 98 nicht antreten. Alex Deutsch wurde sein Nachfolger.
Nachdem er sich erholt hatte und nicht mehr zur EAV zurückgekehrt war, wurde er Drehbuchautor, unter anderem bei der Serie Dolce Vita & Co und beim Film Küsse, Schüsse, Rindsrouladen. Er starb Ende Juli 2023 im Alter von 67 Jahren.